# Aalestrup község
Aalestrup község (dánul: Aalestrup Kommune) egy megszűnt község (kommune, helyi önkormányzattal rendelkező közigazgatási egység) Dániában, Viborg megyében.
A 2007. január 1-jén életbe lépő közigazgatási reform során egyesítették Farsø, Løgstør és Aars községekkel, így jött létre az új Vesthimmerland község.